# Cantón de Conflans-en-Jarnisy
El cantón de Conflans-en-Jarnisy era una división administrativa francesa, que estaba situada en el departamento de Meurthe y Mosela y la región de Lorena.

## Composición
El cantón estaba formado por veinticinco comunas:
- Abbéville-lès-Conflans
- Affléville
- Allamont
- Béchamps
- Boncourt
- Brainville
- Bruville
- Conflans-en-Jarnisy
- Doncourt-lès-Conflans
- Fléville-Lixières
- Friauville
- Giraumont
- Gondrecourt-Aix
- Hannonville-Suzémont
- Jarny
- Jeandelize
- Labry
- Mouaville
- Norroy-le-Sec
- Olley
- Ozerailles
- Puxe
- Saint-Marcel
- Thumeréville
- Ville-sur-Yron

## Supresión del cantón de Conflans-en-Jarnisy
En aplicación del Decreto n.º 2014-261 de 26 de febrero de 2014, el cantón de Conflans-en-Jarnisy fue suprimido el 22 de marzo de 2015 y sus 25 comunas pasaron a formar parte; dieciséis del nuevo cantón de Jarny y nueve del nuevo cantón de País de Briey.